# Resolução 253 do Conselho de Segurança das Nações Unidas
A Resolução 253 do Conselho de Segurança das Nações Unidas aprovada por unanimidade em 29 de maio de 1968, depois de reafirmar as resoluções anteriores, o Conselho registou com preocupação que as medidas tomadas até agora não conseguiram pôr um fim à rebelião na Rodésia do Sul e condenaram as recentes "execuções desumanas levadas a cabo pelo regime ilegal na Rodésia do Sul que afrontaram flagrantemente a consciência da humanidade". Depois de condenar ainda mais o regime e pedir ao Reino Unido que acabe com a rebelião na Rodésia do Sul, o Conselho decidiu que todos os Estados membros deveriam:
(a) - Impedir a importação de produtos originários da Rodésia do Sul após a data desta resolução, independentemente da natureza jurídica desses produtos
(b) - Suspender quaisquer atividades de seus cidadãos nacionais nos territórios dos Estados membros das Nações Unidas destinadas a promover a exportação de mercadorias de produtos da Rodésia do Sul
(c) - Proibir o embarque de embarcações ou aeronaves registradas na Rodésia do Sul ou pelos rodesianos do sul de entrar em seu território.
(d) - Impedir a venda ou fornecimento, por seus cidadãos nacionais ou de seus territórios, de quaisquer mercadorias ou produtos (exceto aqueles estritamente destinados a fins médicos, educação, publicações, notícias e em circunstâncias humanitárias especiais - alimentos)
(e) - Proibir o embarque de mercadorias por navios, aeronaves ou transporte terrestre em todo o seu território destinado à Rodésia do Sul
O Conselho também decidiu que os Estados membros não deveriam disponibilizar ao regime nenhuma empresa comercial, industrial ou de utilidade pública, inclusive empresas turísticas, na Rodésia do Sul, quaisquer fundos para investimento ou qualquer outro recurso financeiro de recursos econômicos e impediria que seus cidadãos nacionais ou qualquer um em seus países territórios de disponibilizar quaisquer desses fundos ou recursos e de remeter quaisquer outros fundos para pessoas ou organismos dentro da Rodésia do Sul, exceto para pensões, medicina, humanitária, educação, notícias e, em algumas circunstâncias, produtos alimentícios. O Conselho decidiu ainda que os Estados membros impediriam a entrada em seu território de qualquer pessoa que viajasse com passaporte sul-rodesiano, bem como com pessoas que eles acreditem ser habitualmente um residente da Rodésia do Sul e que eles tenham razão para acreditar que ou encorajados, ou propensos a promover ou encorajar as ações ilegais do regime ilegal.
O Conselho decidiu então que todos os Estados membros impediriam companhias aéreas constituídas em seus territórios, bem como aeronaves de sua matrícula ou fretamento de seus cidadãos nacionais de operação para ou da Rodésia do Sul ou ligando-se a qualquer companhia aérea constituída ou aeronave registrada na Rodésia do Sul. As agências especializadas das Nações Unidas foram convocadas a tomar todas as medidas possíveis para prevenir atividades de promoção, assistência ou incentivo à emigração para a Rodésia do Sul. O Conselho também solicitou aos Estados membros e às agências das Nações Unidas que prestassem assistência à Zâmbia como uma questão prioritária, já que o cumprimento desta resolução provavelmente criaria problemas econômicos naquele país. Finalmente, o Conselho decidiu criar um Comitê para informar sobre a implementação desta resolução.